# Gneus
Gneus est une commune allemande de l'arrondissement de Saale-Holzland, Land de Thuringe.

## Géographie
La commune comprend les villages d'Obergneus et d'Untergneus.
| Kleinbockedra | Großbockedra            | Stadtroda  |
| Unterbodnitz  | Gneus                   | Geisenhain |
| Oberbodnitz   | Trockenborn-Wolfersdorf |            |

## Histoire
Gneus est mentionné pour la première fois en 1411.

## Source de la traduction
- (de) Cet article est partiellement ou en totalité issu de l’article de Wikipédia en allemand intitulé « Gneus » (voir la liste des auteurs).